# Oonopoides anoxus
Oonopoides anoxus – gatunek pająków z rodziny Oonopidae i podrodziny Oonopinae.
Gatunek ten opisany został po raz pierwszy w 1970 roku przez Arthura Mertona Chickeringa jako Oonops anoxus. Jego przeniesienie z rodzaju Oonops do Oonopoides dokonane zostało w 2013 roku Normana I. Platnicka i Lily Berniker.
Jeden z samców ma 1,68, a jedna z samic 1,89 mm długości ciała. Oczy tylno-środkowe leżą niżej niż tylno-boczne. Odległość między oczami przednio-środkowej pary wynosić może od ich promienia do ich średnicy. Endyty są w częściach odsiebnych niewykrojone, w częściach przednio-środkowych zaopatrzone w pojedynczą, wystającą, szerszą z odsiebnie niż dosiebnie półkę. Opistosoma (odwłok) u obu płci ma na spodzie zarówno skutum epigastryczne, natomiast u samca pozbawiona jest skutum postepigastrycznego.
Nogogłaszczki samca cechują się brakiem położonego dosiebnie od embolusa płata grzbietowego na bulbusie, stosunkowo długim i sięgającym prawie szczytu embolusa nasadowym wyrostkiem embolarnym, a samym embolusem krótkim, u podstawy węższym niż u O. pallidulus, a u wierzchołka falistym. Narządy rozrodcze samicy charakteryzują się zaokrąglonym przednim zbiornikiem nasiennym oraz szerokimi i falistymi przewodami tylnego zbiornika nasiennego.
Pająk neotropikalny, endemiczny dla wyspy Isla Barro Colorado, należącej do Panamy. Poławiany przy pomocy aparatu Tullgrena.